# Stanisław Iwankiewicz
Stanisław Iwankiewicz (ur. 24 listopada 1920 w Kaliszu, zm. 16 grudnia 2012 we Wrocławiu) – profesor zwyczajny doktor habilitowany nauk medycznych, specjalista otolaryngolog, rektor Akademii Medycznej we Wrocławiu przez dwie kadencje (1972–1978), honorowy obywatel Kalisza, członek ZHP, podpułkownik Wojska Polskiego.

## Młodość
W 1939 ukończył Państwowe Liceum im. Tadeusza Kościuszki w Kaliszu i zdał egzamin do Szkoły Podchorążych Sanitarnych w Warszawie. W czasie kampanii wrześniowej 1939, wraz z innymi uczniami SPSan. przydzielony został do 104 szpitala wojennego, zmobilizowanego przez Szpital Szkolny CWSan. 7 września wraz z personelem szpitala ewakuowany został z Warszawy w kierunku Mińska Mazowieckiego. Szpital miał się rozwinąć w sanatorium, w miejscowość Rudka, lecz z uwagi na zbliżający się front skierowany został do Brześcia, ponosząc w drodze straty marszowe sięgające 1/3 stanu osobowego. W Brześciu skierowany został do Kowla, a następnie do m. Hołoby. Tam ponownie dołączył do personelu 104 szpitala wojennego pod kierownictwem kapitana Nowaka. Następnego dnia personel szpitala, maszerujący w składzie grupy Wojska Polskiego, powrócił do Kowla, by drugiego dnia podjąć marsz w kierunku Włodzimierza Wołyńskiego. 18 września internowany przez Armię Czerwoną, lecz dzień później zbiegł z transportu kolejowego. Współorganizował ZWZ-AK „Osiniacy”. Przez większość okupacji przebywał w Kaliszu, by uniknąć aresztowania, w marcu 1944 wyjechał do Warszawy.
Podczas powstania warszawskiego miał ps. Jacek. Należał do Zgrupowania „Krybar”, a następnie Grupy Śródmieście Południe „Sławbor”. Po kapitulacji skierowany został do Stalagu IV B Zeithain w Saksonii. Z nominacji płk. Leona Strehla został szefem kancelarii obozowego szpitala. 23 kwietnia 1945 wyzwolony z niewoli.

## Studia
Rozpoczął studia na Wydziale Lekarskim we Wrocławiu w październiku 1945 r. Dyplom odebrał sześć lat później 25 kwietnia. Jeszcze przed zakończeniem studiów był asystentem w Zakładzie Anatomii Opisowej i Topograficznej pod kierunkiem prof. zw. dr. Tadeusza Marciniaka. Założył sekcję wioślarską Akademickiego Związku Sportowego. Z czasem został prezesem i wiceprezesem AZS.

## Kariera
Organizował lub pracował w wielu placówkach zdrowotnych, niejednokrotnie na kierowniczych stanowiskach. M.in.
- Instytut Chorób Układu Nerwowego i Narządów Zmysłów. W okresie 1975–1991 był kierownikiem Kliniki. W dniu 1.10.1991 r. przeszedł na *Wojewódzka Przychodnia Sportowo-Lekarskiej we Wrocławiu.
- Ośrodek Badawczo-Lotniczy Lekarski przy Aeroklubie RP.

- 1952 – pierwszy stopień specjalizacji
- 1957 – drugi stopień specjalizacji
- 1961 – tytuł doktora
- 1963 – doktor habilitowany
- 1965 – docent
- 1970 – profesor nadzwyczajny
- 1977 – profesor zwyczajny
- 1969–1972 – prorektor ds. nauki AM we Wrocławiu
- 1972–1978 – rektor macierzystej uczelni.

Od 1966 roku należał do PZPR.
16 kwietnia 1981 otrzymał tytuł doktora honoris causa Akademii Medycznej w Dreźnie (Medizinische Akademie Carl Gustav Carus Dresden).